# 903-as busz (Pécs)
A pécsi 903-as jelzésű autóbusz egy korábbi éjszakai autóbuszvonal, a járatok az Árkád – Főpályaudvar – Bőrgyár – Temető – Krisztina tér – Csontváry utca – Aidinger János utca – Temető – Bőrgyár útvonalon közlekedtek. Útvonala az Árkád és Csontváry utca között azonos volt az akkori 6-os járat útvonalával, a megyeri kört az 50-es járattal azonos irányba tette meg, majd Bőrgyárig a 7-es járat útvonalán közlekedett.

## Története
A 90-es években nem közlekedtek Pécsett éjszakai járatok. 1999-től Belváros-Kertváros jelzéssel a jelenlegi útvonalon közlekedve indult el a járat, mely 2003-tól ÉJ 3 jelzéssel közlekedett, amiből 903-as lett. A 904-es és 905-ös, Belváros – Kertváros – Uránváros – Belváros kört járó járatok 2008. február 29-i megszűntével napi 2 járat közlekedett a 903-as vonalán, melyre külön jegy váltása volt kötelező.
2011. szeptemberétől a 901-es járat meghosszabbításával a korábbi (0:45) járat átszállással elérhető lett a Budai Állomástól, melyre nem kellett két jegyet váltani.
2013. június 17-től a járatot felváltotta a 973-as járat, mely a 3-as járat vonalát is feltárja, illetve a Fagyöngy utcába és a Malomvölgyi útra is betér. Napi 2 helyett 8 pár járat közlekedik, a 2-es járattal összehangolva átszállást biztosít a nyugati és a keleti városrészbe is.

## Útvonala
A járatok útvonala:
| Árkád - Csontváry utca - Bőrgyár: |
| --- |
| - Rákóczi út - Szabadság út - Indóház tér - Vasút utca - Kálvin János utca - Siklósi út - Maléter Pál út - Nagy Imre út - Aidinger János út - Maléter Pál út - Siklósi út |

## Hasznos linkek
- Az PK Zrt. hivatalos oldala
- Menetrend
- Megnézheti, hol tartanak a 903-as buszok